# The Crusade
| Оценки критиков  | Оценки критиков |
| Источник         | Оценка          |
| ---------------- | --------------- |
| AllMusic         | [ 6 ]           |
| Blabbermouth.net | 8,5/10          |
| IGN              | 8,1/10          |
| Sputnikmusic     | [ 8 ]           |

The Crusade — третий студийный альбом группы Trivium, вышедший в 2006 году. Над дизайном альбома трудился Paul Romano, который оформлял и прошлый студийный альбом Ascendancy.
The Crusade претерпел значительные стилистические изменения относительно предыдущих релизов. Вокалист Мэттью Хифи отказался от обширного использования экстрим-вокала, заменив его на «чистый». Одним из вокальных ориентиров для Хифи послужил голос вокалиста «Металлики» Джеймса Алана Хэтфилда. Лирические темы в альбоме затрагивают ряд резонансных убийств в США: «Entrance of the Conflagration» про убийство пятерых детей Andrea Yates'а, «Unrepentant» про убийство трёх дочерей и падчерицы Nazir Ahmad'а, «Contempt Breeds Contamination» про гибель Amadou Diallo, а лирика «And Sadness Will Sear» основана на убийстве Мэттью Шепарда. Также, в песнях «Anthem (We Are The Fire)» и «The Rising» прослеживается тема единства. «Ingnition» и «Detonation» посвящены угрозе опасности войны для человечества, а также критике факторов, которые её развязывают.
До официальной даты релиза альбома, на странице группы в MySpace были обнародованы три трека — «Detonation», «Anthem (We are the Fire)», и «Entrance of the Conflagration».
Впоследствии были сняты видеоклипы на композиции: «Entrance of the Conflagration», «Anthem (We are the Fire)», «The Rising», «To the Rats», и «Becoming the Dragon», которые были спродюсированы и представлены публике на сайте лейбла Roadrunner.
Трек «Detonation» был представлен на консоли Xbox 360 в видеоигре Guitar Hero II как дополнительный скачиваемый контент.

## Влияния и стиль
Альбом представляет собой резкое изменение стиля по сравнению с их предыдущим альбомом Ascendancy, а именно отказом от жанра металкор в пользу стиля, обычно описываемого как трэш-метал, напоминающего альбомы 1980-х трэш-метал-группы Metallica, в сочетании с жанрами прогрессив-метал и спид-метал. Вокалист Мэтт Хифи на протяжении большей части записи использовал гораздо меньше скрима и больше чистого вокального стиля, подобного Джеймсу Хэтфилду.

## Критика
Альбом получил положительные отзывы критиков. Рауф Разик из Drowned in Sound поставил записи 7 баллов из 10 и заявил: «Ритмы и общая виртуозность гитары отличает Trivium от остальной части нынешнего поколения соло-зависимых металлистов. Создав The Crusade, жители Флориды поднялись на ступеньку выше и дали многим своим сверстникам новый ориентир». Тим Голуб из Last rites прокомментировал: «Я не понимаю, почему эта группа вызывает столько споров, ведь они кажутся мне талантливой группой парней, которые пишут хорошие песни. Они придерживаются проверенных формул, и им это очень хорошо удается». Дон Кэй из Blabbermouth поставил альбому 8,5 из 10 баллов и сказал, что «бесстрашие и уверенность лучше всего проявляются на протяжении всего альбома. В отличие от американского хард-рока нескольких последних лет, будь то ню-метал или эмо, в звучании Trivium нет нытья». Том Юрек из Allmusic поставил 4 звезды из 5 и отметил, что: «Trivium, наряду с другими американскими группами, такими как Mastodon, Slayer и целым рядом групп из их родного штата Флорида меняют определение жанра».

## Список композиций
| №   | Название                         | Музыка                       | Слова        | Длительность |
| --- | -------------------------------- | ---------------------------- | ------------ | ------------ |
| 1.  | «Ignition»                       | Matt Heafy                   | Matt Heafy   | 3:54         |
| 2.  | «Detonation»                     | Matt Heafy                   | Matt Heafy   | 4:28         |
| 3.  | «Entrance of the Conflagration»  | Matt Heafy                   | Matt Heafy   | 4:35         |
| 4.  | «Anthem (We Are the Fire)»       | Matt Heafy, Paolo Gregoletto | Matt Heafy   | 4:03         |
| 5.  | «Unrepentant»                    | Corey Beaulieu               | Matt Heafy   | 4:51         |
| 6.  | «And Sadness Will Sear»          | Matt Heafy                   | Matt Heafy   | 3:34         |
| 7.  | «Becoming the Dragon»            | Matt Heafy                   | Matt Heafy   | 4:43         |
| 8.  | «To the Rats»                    | Paolo Gregoletto             | Matt Heafy   | 3:42         |
| 9.  | «This World Can’t Tear Us Apart» | Matt Heafy                   | Matt Heafy   | 3:30         |
| 10. | «Tread the Floods»               | Corey Beaulieu               | Matt Heafy   | 3:33         |
| 11. | «Contempt Breeds Contamination»  | Matt Heafy                   | Matt Heafy   | 4:28         |
| 12. | «The Rising»                     | Paolo Gregoletto             | Matt Heafy   | 3:45         |
| 13. | «The Crusade»                    | Matt Heafy                   | Инструментал | 8:19         |

### Бонусные треки
1. «Broken One» — 5:50 *
2. «Vengeance» — 3:36 *
3. «The End» — 3:35 (видеоклип)

- iTunes треки, выпущенные на сингле «Anthem (We Are the Fire)»

## Позиции в чартах
| Чарт(2006)                       | Позиция |
| -------------------------------- | ------- |
| Австралия (ARIA)                 | 14      |
| Австрия (Ö3 Austria)             | 54      |
| Canadian Albums Chart            | 23      |
| Нидерланды (Album Top 100)       | 64      |
| Франция (SNEP)                   | 115     |
| Германия (Offizielle Top 100)    | 23      |
| Ирландия (IRMA)                  | 12      |
| Италия (Classifica album)        | 86      |
| Japanese Oricon Albums Chart     | 46      |
| Новая Зеландия (RMNZ)            | 31      |
| Норвегия (VG-lista)              | 61      |
| Швеция (Sverigetopplistan)       | 41      |
| Швейцария (Schweizer Hitparade)  | 92      |
| Великобритания (UK Albums Chart) | 7       |
| США (Billboard 200)              | 25      |

## Сертификации
| Регион | Сертификация | Продажи |
| --- | ------------ | ------- |
| Великобритания (BPI) | Золотой      | 100 000 |
| * Данные о продажах приведены только на основе сертификации. ^ Данные о тиражах приведены только на основе сертификации. |              |         |